# المر، نیوجرسی
المر (به انگلیسی: Elmer) شهری در ایالت نیوجرسی کشور ایالات متحده آمریکا است که جمعیت آن در سرشماری سال ۲۰۱۰ میلادی، ۱٬۳۹۵ نفر بوده‌است.